# Montreuil (Vendée)
Pour les articles homonymes, voir Montreuil.
Montreuil est une commune française située dans le département de la Vendée dans la région des Pays de la Loire.

## Géographie
Le territoire municipal de Montreuil s’étend sur 1 204 hectares, parmi lesquels deux tiers sont constitués de plaines et de terrains calcaires, et un tiers de marais et sols marneux argileux.
L’altitude moyenne de la commune est de 7 mètres, avec des niveaux fluctuant entre 1 et 23 mètres,.
La commune est composée du bourg et de quatre gros hameaux reliés par un réseau de 9 kilomètres de voirie communale et de 6 kilomètres de voirie rurale.
Le hameau d'Écoué est traversé par la D68, route départementale touristique.
| Auchay-sur-Vendée       | Doix lès Fontaines | Doix lès Fontaines |
| Les Velluire-sur-Vendée | Montreuil          | Doix lès Fontaines |
|                         | Vix                |                    |

### Climat
Pour des articles plus généraux, voir Climat des Pays de la Loire et Climat de la Vendée.
En 2010, le climat de la commune est de type climat océanique franc, selon une étude du CNRS s'appuyant sur une série de données couvrant la période 1971-2000. En 2020, Météo-France publie une typologie des climats de la France métropolitaine dans laquelle la commune est exposée à un climat océanique et est dans une zone de transition entre les régions climatiques « Poitou-Charentes » et « Littoral charentais et aquitain ». 
Pour la période 1971-2000, la température annuelle moyenne est de 12,1 °C, avec une amplitude thermique annuelle de 14,4 °C. Le cumul annuel moyen de précipitations est de 819 mm, avec 12,2 jours de précipitations en janvier et 6,5 jours en juillet. Pour la période 1991-2020, la température moyenne annuelle observée sur la station météorologique de Météo-France la plus proche, sur la commune de Marans à 16 km à vol d'oiseau, est de 13,2 °C et le cumul annuel moyen de précipitations est de 739,6 mm,. Pour l'avenir, les paramètres climatiques de la commune estimés pour 2050 selon différents scénarios d'émission de gaz à effet de serre sont consultables sur un site dédié publié par Météo-France en novembre 2022.

## Urbanisme

### Typologie
Au 1er janvier 2024, Montreuil est catégorisée commune rurale à habitat dispersé, selon la nouvelle grille communale de densité à sept niveaux définie par l'Insee en 2022.
Elle est située hors unité urbaine. Par ailleurs la commune fait partie de l'aire d'attraction de Fontenay-le-Comte, dont elle est une commune de la couronne,. Cette aire, qui regroupe 30 communes, est catégorisée dans les aires de moins de 50 000 habitants,.

### Occupation des sols
L'occupation des sols de la commune, telle qu'elle ressort de la base de données européenne d’occupation biophysique des sols Corine Land Cover (CLC), est marquée par l'importance des territoires agricoles (92,1 % en 2018), en diminution par rapport à 1990 (95,2 %). La répartition détaillée en 2018 est la suivante :
terres arables (72,1 %), prairies (13,6 %), zones urbanisées (7,9 %), zones agricoles hétérogènes (6,3 %). L'évolution de l’occupation des sols de la commune et de ses infrastructures peut être observée sur les différentes représentations cartographiques du territoire : la carte de Cassini (XVIIIe siècle), la carte d'état-major (1820-1866) et les cartes ou photos aériennes de l'IGN pour la période actuelle (1950 à aujourd'hui).

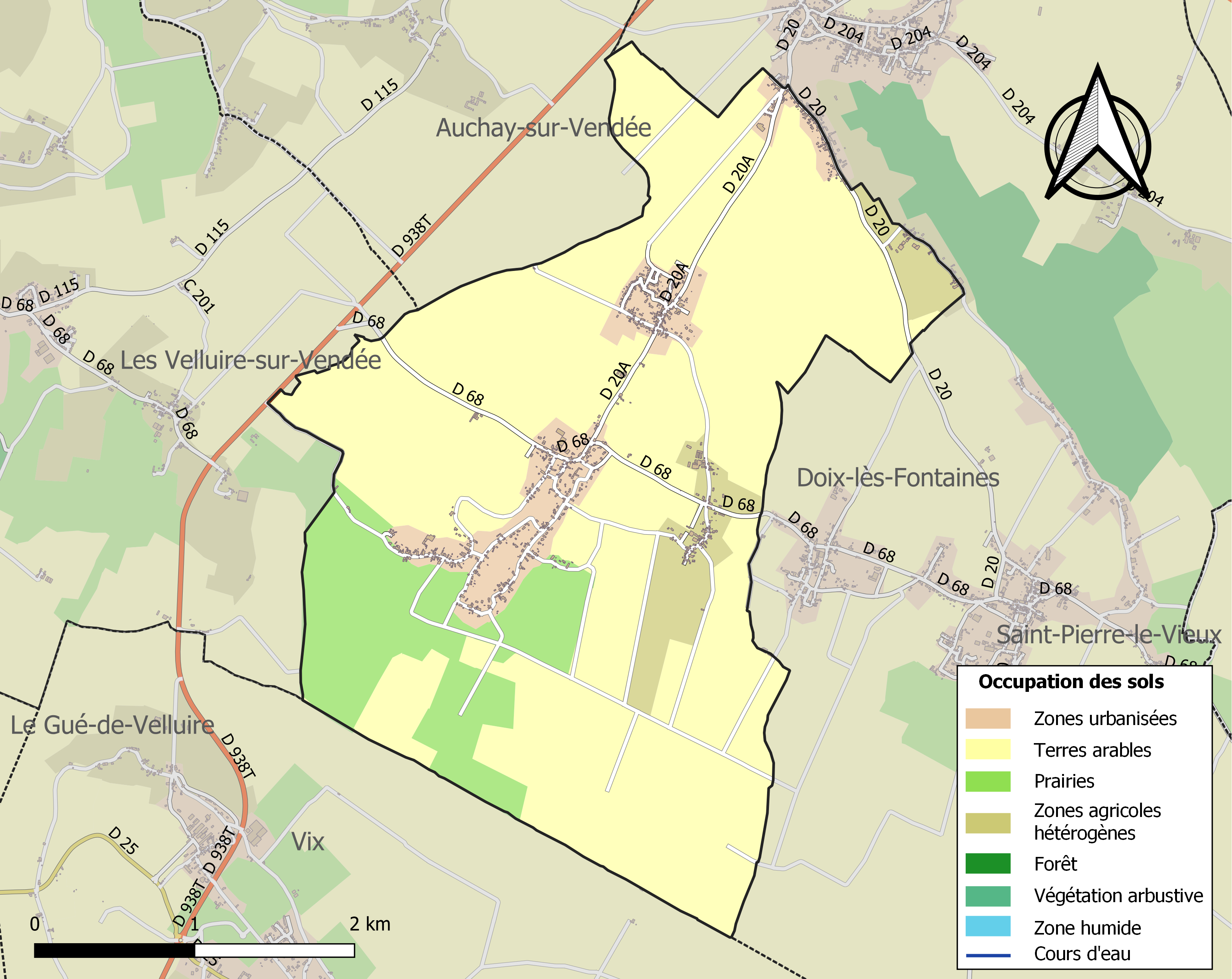
Carte des infrastructures et de l'occupation des sols de la commune en 2018 (CLC).

## Histoire
Aujourd'hui frontière entre marais et plaine, Montreuil se situait en bordure du golfe des Pictons d'où son nom de Montreuil-sur-Mer jusqu'en 1945. Une partie de son territoire a été baignée par la mer jusqu'à environ 1460. En raison d'une homonymie avec la commune de Montreuil-sur-Mer du Pas-de-Calais, l'administration supprima après la Seconde Guerre mondiale la référence « sur-Mer ».
La commune de Montreuil-sur-Mer apparaît dans les textes dès le Xe siècle. Treize sarcophages retrouvés dans le sous-sol près de l'actuelle église en attestent. Le nom « Montreuil » est dû à un monastère de l'ordre de Saint-Augustin. La commune appartenait à la Seigneurie d'Écoué qui, en 1665, donna à la paroisse le droit de pacage de la Grande Prairie, futur communal (67 ha). La seigneurie du bourg était depuis 1550 propriété des "escuyers Comtes Brunet" seigneurs de Montreuil, dont les armoiries sont encore visibles sur le porche face à l'église et près de l'actuelle Mairie.

## Population et société

### Démographie

#### Évolution démographique
L'évolution du nombre d'habitants est connue à travers les recensements de la population effectués dans la commune depuis 1793. Pour les communes de moins de 10 000 habitants, une enquête de recensement portant sur toute la population est réalisée tous les cinq ans, les populations de référence des années intermédiaires étant quant à elles estimées par interpolation ou extrapolation. Pour la commune, le premier recensement exhaustif entrant dans le cadre du nouveau dispositif a été réalisé en 2005.

En 2022, la commune comptait 820 habitants, en évolution de +3,27 % par rapport à 2016 (Vendée : +5,33 %, France hors Mayotte : +2,11 %).
| 1793 | 1800 | 1806 | 1821 | 1831 | 1836  | 1841  | 1846  | 1851  |
| ---- | ---- | ---- | ---- | ---- | ----- | ----- | ----- | ----- |
| 788  | 906  | 927  | 975  | 977  | 1 002 | 1 004 | 1 065 | 1 073 |

| 1856  | 1861  | 1866  | 1872 | 1876 | 1881 | 1886  | 1891 | 1896 |
| ----- | ----- | ----- | ---- | ---- | ---- | ----- | ---- | ---- |
| 1 128 | 1 085 | 1 094 | 981  | 988  | 982  | 1 011 | 941  | 880  |

| 1901 | 1906 | 1911 | 1921 | 1926 | 1931 | 1936 | 1946 | 1954 |
| ---- | ---- | ---- | ---- | ---- | ---- | ---- | ---- | ---- |
| 860  | 850  | 859  | 752  | 718  | 676  | 649  | 600  | 554  |

| 1962 | 1968 | 1975 | 1982 | 1990 | 1999 | 2005 | 2006 | 2010 |
| ---- | ---- | ---- | ---- | ---- | ---- | ---- | ---- | ---- |
| 533  | 518  | 476  | 549  | 598  | 644  | 801  | 812  | 807  |

| 2015 | 2020 | 2022 | - | - | - | - | - | - |
| ---- | ---- | ---- | - | - | - | - | - | - |
| 794  | 822  | 820  | - | - | - | - | - | - |

#### Pyramide des âges
En 2018, le taux de personnes d'un âge inférieur à 30 ans s'élève à 30,9 %, soit en dessous de la moyenne départementale (31,6 %). De même, le taux de personnes d'âge supérieur à 60 ans est de 28,0 % la même année, alors qu'il est de 31,0 % au niveau départemental.
En 2018, la commune comptait 411 hommes pour 395 femmes, soit un taux de 50,99 % d'hommes, largement supérieur au taux départemental (48,84 %).
Les pyramides des âges de la commune et du département s'établissent comme suit.
| Hommes | Classe d’âge | Femmes |
| ------ | ------------ | ------ |
| 0,7    | 90 ou +      | 0,7    |
| 8,6    | 75-89 ans    | 7,9    |
| 18,1   | 60-74 ans    | 19,9   |
| 26,3   | 45-59 ans    | 25,3   |
| 14,8   | 30-44 ans    | 15,9   |
| 13,8   | 15-29 ans    | 13,6   |
| 17,7   | 0-14 ans     | 16,6   |

| Hommes | Classe d’âge | Femmes |
| ------ | ------------ | ------ |
| 0,8    | 90 ou +      | 2,2    |
| 8,7    | 75-89 ans    | 11,1   |
| 20,3   | 60-74 ans    | 21,3   |
| 20     | 45-59 ans    | 19,4   |
| 17,5   | 30-44 ans    | 16,8   |
| 15     | 15-29 ans    | 13,2   |
| 17,7   | 0-14 ans     | 16,1   |

## Économie
Jusqu'aux années 1960, Montreuil était essentiellement une commune agricole : culture de céréales dans la plaine, prairies naturelles dans les marais mouillés pour l'élevage bovin et équin et production laitière. La pêche y était aussi importante.
La mécanisation de l'agriculture a bouleversé le mode de vie des habitants.
En 2019, parmi les 72 établissements inscrits au répertoire français Sirene (Répertoire National d'identification des entreprises et des établissements), seuls 7 ont une activité principale exercée dans l'agriculture.
La commune a conservé son communal de 67 hectares en pacage collectif, grâce à un contrat signé avec le Parc naturel régional (PNR) du Marais poitevin pour la sauvegarde des prairies humides. Les animaux d'exploitations agricoles de communes voisines participent au remplissage du communal. Le contrôle sanitaire est assuré par les techniciens du PNR. Les aides de la Ligue pour la Protection des oiseaux (LPO) et du Fonds mondial pour la Nature France(WWF) contribuent aux missions de protection de la nature dans le PNR.

## Culture locale et patrimoine

### Lieux et monuments

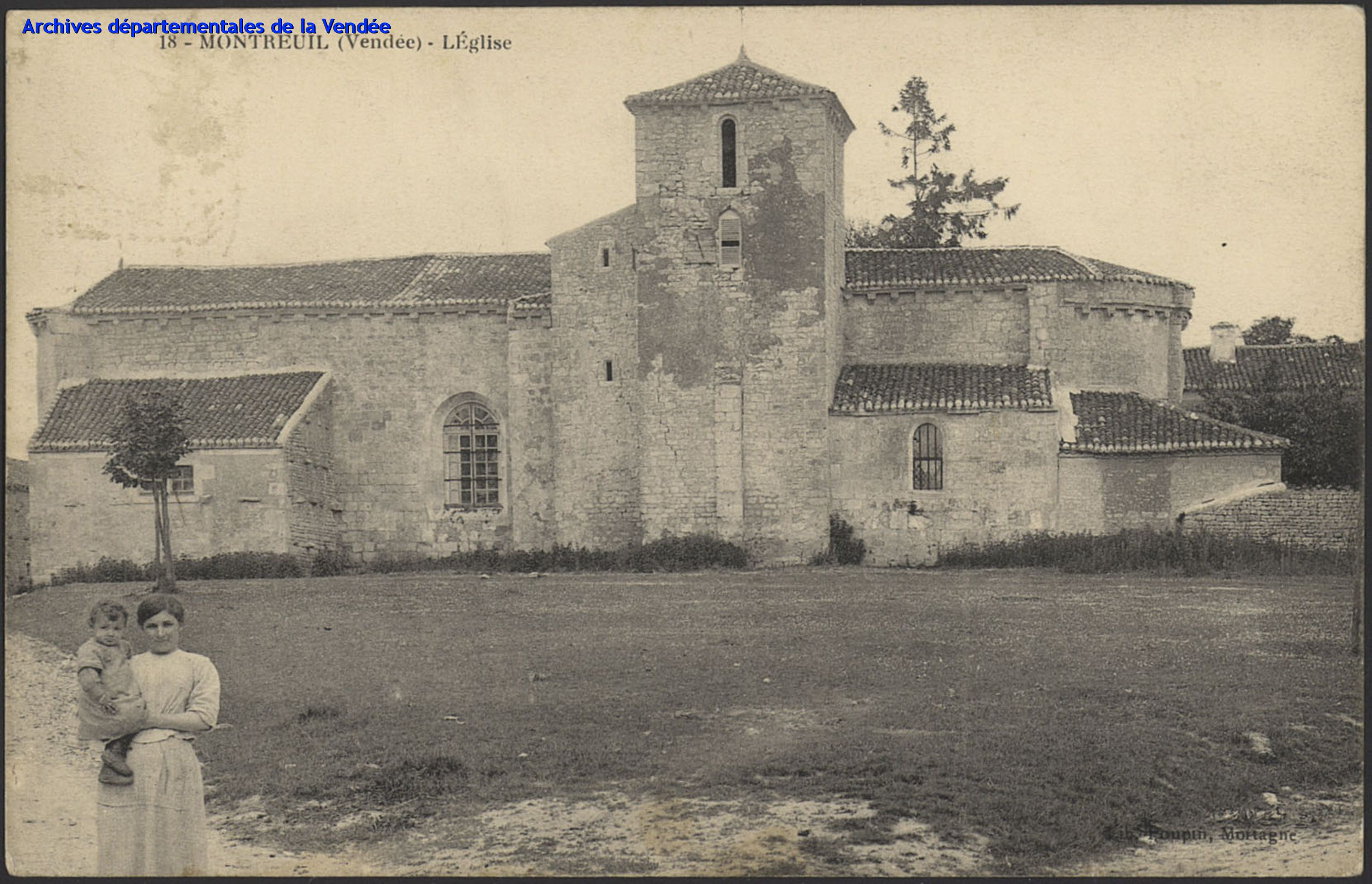
L'église. Une femme pose au premier plan avec une petite fille dans les bras.
Cartes postales de Vendée (Collection Meunier)

- Église Notre-Dame-de-l'Assomption, inscrite aux monuments historiques depuis 1927[20].Notice no , sur la plateforme ouverte du patrimoine, base Mérimée, ministère français de la Culture.

Église de plan longitudinal à chevet hémicirculaire. Le chœur est encadré par deux chapelles.
Le clocher, de plan carré, est accolé au mur sud et dépourvu de flèche. La tour de l'escalier, de plan rectangulaire, se situe dans l'angle de la nef et du clocher.
L'église date du XIIe siècle mais a été remaniée aux XVe et XVIIIe siècles.
- Porche

### Héraldique
Pour un article plus général, voir Armorial des communes de la Vendée.
| Blason de Montreuil | Blason  | D'azur à un puits d'or maçonné de sable, accosté de deux quintefeuilles d'argent et accompagné en pointe d'un croissant du même. |
| Blason de Montreuil | Détails | Le statut officiel du blason reste à déterminer.                                                                                 |